# Mesochorus halticae
Mesochorus halticae là một loài tò vò trong họ Ichneumonidae.